# Comuna Rujîn, Turiisk
Rujîn (în ucraineană Ружин) este o comună în raionul Turiisk, regiunea Volînia, Ucraina, formată din satele Horodîleț, Klevețk și Rujîn (reședința).

## Demografie
Componența lingvistică a satului Rujîn
     Ucraineană (98,56%)
     Rusă (1,15%)
     Alte limbi (0,29%)
Conform recensământului din 2001, majoritatea populației satului Rujîn era vorbitoare de ucraineană (98,56%), existând în minoritate și vorbitori de rusă (1,15%).